# Camden Township (comté de DeKalb, Missouri)
Pour les articles homonymes, voir Camden Township.
Camden Township est un township du comté de DeKalb dans le Missouri, aux États-Unis,.
Le township est fondé en 1845 et baptisé en référence à Camden en Caroline du Sud.

## Source de la traduction
- (en) Cet article est partiellement ou en totalité issu de l’article de Wikipédia en anglais intitulé « Camden Township, DeKalb County, Missouri » (voir la liste des auteurs).